# Lucio Coceyo Aucto

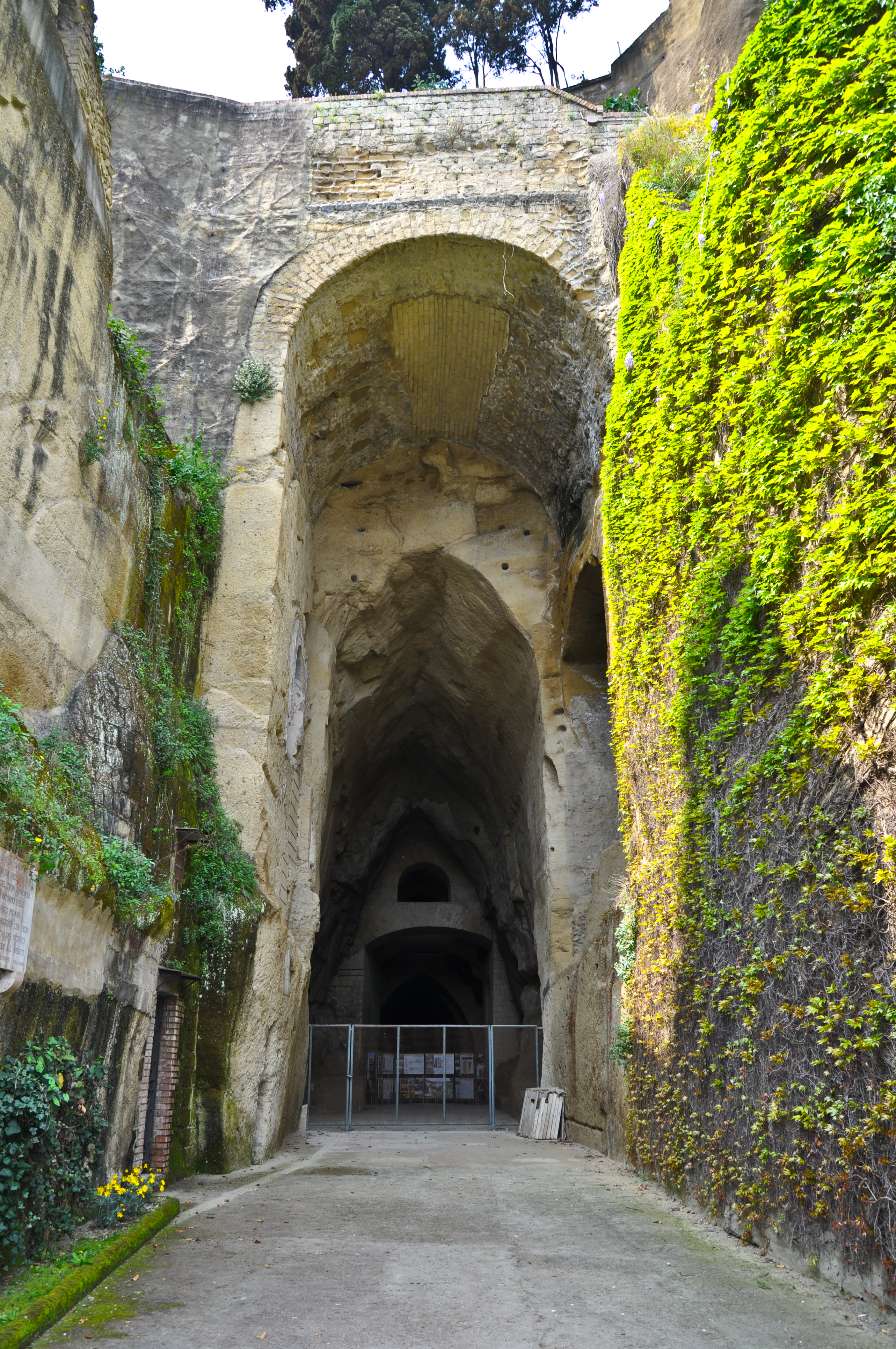
Entrada de la cripta neapolitana por Piedigrotta diseñada y construida por Coceyo Aucto

Lucio Coceyo Aucto  fue un arquitecto romano empleado por Marco Vipsanio Agripa, yerno y colaborador de Augusto, para llevar a cabo las obras de construcción de túneles subterráneos en la región de Nápoles, la cripta neapolitana (para conectar lo que hoy es Nápoles con Pozzuoli) y tla gruta de Cocceio (para conectar el lago Averno con Cumas). 
Aucto también fue responsable de la transformación del Capitolio de Pozzuoli en un templo de Augusto, con el apoyo económico del mercader Lucio Calpurnio y el encargado de diseñar y construir el primer Panteón de Roma transformado en época de Adriano.